# تشخیص (ابهام‌زدایی)
تشخیص ممکن است یکی از موارد زیر باشد:
- تشخیص به معنای یافتن علت یک پدیده

## پزشکی
- تشخیص پزشکی، فرایند یافتن علت یا نوع یک بیماری یا اختلال
- تشخیص افتراقی، یک روش تشخیص سیستماتیک در پزشکی
- تشخیص پرستاری، بخشی از فرایند پرستاری و قضاوت بالینی در مورد فرد یا جامعه
- تشخیص پیش از تولد، بررسی وضعیتِ رویان قبل از تولد آن
- تشخیص اچ‌آی‌وی/ایدز
- تشخیص بیماری در طب سنتی ایرانی
- روش تشخیص ناهنجاری

## آمار
- ضریب تشخیص
- تشخیص الگو

## ادبیات
- تشخیص یا جان‌بخشی، یک آرایه‌ی ادبی

## دیگر کاربردها
- تشخیص صدا
- تشخیص سوءاستفاده
- مجمع تشخیص مصلحت نظام
- تشخیص خودکار شماره پلاک خودرو
- سامانه تشخیص نفوذ
- تشخیص رایانه‌ای امضا